# Простагландин
Простагландините са биологично активни ейкозаноиди от групата на липидите. Синтезират се в организма по ензимен път от незаменими мастни киселини. Всеки простагландин съдържа 20-атомна въглеродна верига с 5-атомен алицикличен пръстен.

## История
Простагландините са изолирани за пръв път от шведския физиолог и Нобелов лауреат Улф фон Ойлер през 1935 г., от семенна течност на човек. Той ги наименува „простагландини“ от латинското название на простатната жлеза – glandula prostatica.

## Функции
Простагландините се образуват в много части на човешкия и животинския организъм. Клетките, върху които действат, обикновено са много близо до мястото, където се синтезират простагландините. Те не са хормони, а локално действащи молекулни медиатори (посредници). Една от основните им функции е да регулират контракциите (отпускането и свиването) на гладката мускулатура. В резултат от тяхното действие настъпва свиване или разширяване гладката мускулатура в кръвоносните съдове (което води до повишаване или понижаване на кръвното налягане), изменя се вътреочното налягане, настъпва агрегация и разпад на тромбоцитите. Простагландините участват в развитието на възпалителните процеси, раждането, контрола на хормоналната регулация и растежа на клетките. Веднъж синтезирани, простагландините съществуват много кратко време в свободно състояние в организма.
| Тип               | Рецептор   | Функция |
| ----------------- | ---------- | --- |
| Простациклин      | IP         | - разширява кръвоносните съдове - инхибира агрегацията на тромбоцитите - разширява бронхите |
| Простагландин E2  | EP1        | - свива бронхите - съкращава гладката мускулатура на стомашно-чревния тракт |
| Простагландин E2  | EP2        | - разширява бронхите - отпуска гладката мускулатура на стомашно-чревния тракт - разширява кръвоносните съдове |
| Простагландин E2  | EP3        | - понижава секрецията на стомашен сок - повишава секрецията на слуз в стомаха - съкращения на матката при бременност - съкращения на гладката мускулатура на стомашно-чревния тракт - потиска разграждането на мазнини - ↑ автономни невротрансмитери - ↑ отговор на тромбоцитите по отношение на агонисти и тромбоза на артериите в организма |
| Простагландин E2  | неизвестен | - повишаване на чувствителността към болка - повишаване на телесната температура |
| Простагландин F2α | FP         | - съкращения на матката - свиване на бронхите |

## Простагландин-F2α
В края на половия цикъл лигавицата на матката синтезира простагландин-F2α. Той се резорбира в кръвта и достига до яйчниците. Там простагландин-F2α предизвиква лизис на жълтото тяло. То се разпада и резорбира, с което се прекратява синтезът и освобождаването в кръвта на прогестерон. Така започва следващият полов цикъл. Един от основните методи за лечение на лутеални яйчникови кисти е чрез препарати на основата на простагландин-F2α или чрез вещества, които имитират неговата структура, например клопростенол.

## Инхибиране синтеза на простагландини
Основният механизъм на действие на нестероидните противовъзпалителни средства е чрез инхибиране синтеза на простагландини. Мурин-простагландин-ендопероксидаза (PGH) синтетаза-1 и PGH-синтетаза-2 избирателно се блокират от общите нестероидни противовъзпалителни средства в cos-1-клетки. Ацетилсалицилова киселина напълно блокира двойното окисление на арахидоновата киселина от PGH-синтетаза-1.
Потискането на синтеза на простагландини в лигавицата на стомаха от нестероидни противовъзпалителни средства (като ацетилсалициловата киселина), може да доведе до възникване на стомашна язва.